# Satyrus coeculus
Satyrus coeculus är en fjärilsart som beskrevs av Ramon Agenjo Cecilia 1963. Satyrus coeculus ingår i släktet Satyrus och familjen praktfjärilar. Inga underarter finns listade.